# 蔀健夫
蔀 健夫（しとみ たけお）は、日本の都市計画家で、神奈川県職員。

## 来歴
1976年、早稲田大学理工学部建築学科を卒業する。1978年に東京都立大学大学院修士課程（都市計画専攻）を修了し、神奈川県に入庁する。以降、県職員として勤務している。県都市部住宅対策推進室。平塚土木事務所まちづくり推進課長、企画部土地水資源対策課課長、平塚市都市政策部都市づくり景観担当部長、県土整備局参事監 兼 建築住宅部長、神奈川県住宅供給公社専務理事団地共生プロデューサーを歴任。団地再生コーディネーター。湘南邸宅文化ネットワーク邸園文化調査団会員。
2013年まで大磯町まちづくり担当参与を兼職した。また、2007 - 2008年に国土交通省の「良好な景観形成のための建築のあり方検討委員会」委員も務めた。
このほか、関東学院大学の講師歴がある。
著書に「神奈川県城山町における誘導型市街地基盤整備の事例」（『都市近郊土地利用辞典』、建築知識所収）「「邸園文化」の保存再生をめざして」（「都市住宅学」45号、2004年4月）『都市計画の地方分権　まちづくりへの実践』（日本都市計画学会地方分権研究小委員会、学芸出版社）など。